# Iskele (Schiff, 1904)
Iskele war der letzte Name eines Fahrgast- und Restaurantschiffes in Berlin.

## Geschichte
Die Iskele wurde 1904 bei den Stettiner Oderwerken gebaut; sie war eines der fünf Schiffe der Bismarck-Klasse. Bis 1994 trug sie den Namen Adolf v. Menzel, dann wurde sie in Pik As umgetauft, 2003 erhielt sie ihren letzten Namen Iskele, („İskele“ türkisch für: „Schiffsanlegestelle“, zugleich türkischer Name der Stadt Trikomo in Nordzypern).
Der Doppelschraubendampfer hatte zunächst zwei Dampfmaschinen mit je 50 PS und war laut einer privaten Datenbank für 335 Personen zugelassen, laut einer Aufstellung der Schiffe der Spree-Havel-Dampfschiffahrtsgesellschaft Stern aus dem Jahr 1914, die bei Groggert veröffentlicht ist, durften jedoch nur 306 Passagiere mit der Adolf v. Menzel befördert werden. Für 1932 gibt allerdings auch Kurt Groggert eine zulässige Höchstzahl von 335 Personen an.
In den frühen 1920er-Jahren verkaufte die Gesellschaft viele ihrer Schiffe, um sich gesundzuschrumpfen, wovon aber die Adolf v. Menzel nicht betroffen war. Dennoch musste 1932 das gerichtliche Vergleichsverfahren beantragt werden. Nach dem Konkurs wurde 1933 die Stern Dampfer-Gesellschaft mbH gegründet und bald wieder ein Vertrag mit der Kreisschiffahrt abgeschlossen, der allerdings nur noch für Fahrten auf der Unterhavel galt.
1930 erhielt der Dampfer neue Maschinen, die zweimal 80 PS hatten. In den letzten Tagen des Zweiten Weltkrieges wurde die Adolf v. Menzel zusammen mit der Berlin und der Fürst O. Bismarck durch deutsche Soldaten vor dem Gelände der AEG in Oberschöneweide versenkt. In der Nachkriegszeit wurde das Wrack abgedichtet, gehoben und zur Glienicker Brücke verbracht.
Die Stern und Kreisschiffahrt, die das Schiff betrieben hatte, wurde 1948 enteignet. Die Adolf v. Menzel wurde mit der Registriernummer 446 beim VEB Deutsche Schiffahrts- und Umschlagbetriebe (DSU) eingegliedert. Die nationale Schiffskennung des Schiffes war nun die 3-350. Nachdem das Schiff, mit Heimathafen Potsdam, zur DSU-Personenschiffahrt gekommen war, wurde die maximale Fahrgastanzahl 1949 auf 286 beschränkt.
Ab 1958 wurde das Schiff vom VEB Weisse Flotte betrieben und hatte wieder Berlin als Heimathafen. Zum Motorschiff umgebaut, durfte es nun nur noch 224 Fahrgäste befördern. 1972 erfolgte eine Modernisierung, die vor allem die Inneneinrichtung betraf. 1990 kam es zurück zu seinem alten Besitzer, der Stern und Kreisschiffahrt. Nach dem Verkauf an die Reederei Riedel im Jahr 1993 wurde die Adolf v. Menzel 1994 auf Pik As umgetauft und ersetzte das bisherige Schiff dieses Namens bei der Reederei. Die neue Pik As wurde als Restaurantschiff im Urbanhafen genutzt, woran auch der Tod Heinz Riedels im Jahr 1996 nichts änderte. 1996 erlangte das Schiff berlinweite Bekanntheit, als hier regelmäßige Konzerte der 17 Hippies stattfanden.
Erst am 7. August 2003 verkauften Riedels Erben, die Reederei Riedel GmbH, das Schiff. Nach diesem Eignerwechsel und der Umbenennung in Iskele wurde das Schiff nicht mehr als Fahrgastschiff geführt, sondern nur noch als schwimmendes Fischrestaurant vor dem Planufer 82 genutzt. Der Schiffsname Iskele (eigentlich İskele) ist türkisch, bedeutet Schiffsanlegeplatz, Landungsstelle oder Pier und wies somit auch auf die geänderte Nutzung hin.

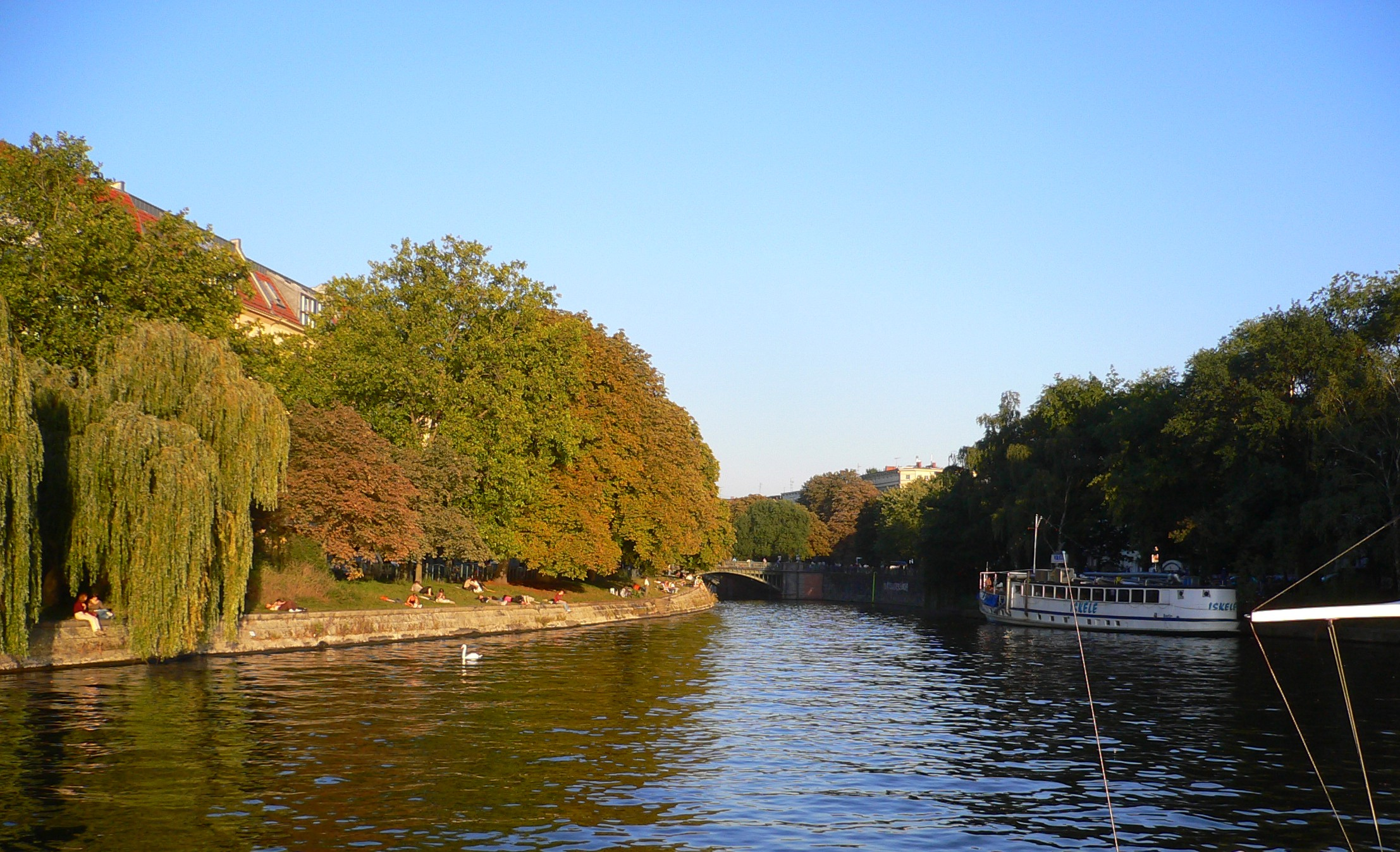
Blick zur Iskele im Jahr 2005

Im Oktober 2008 geriet das Schiff – nach Aussage des damaligen Eigners Mustafa Yilmaz wahrscheinlich wegen eines Kurzschlusses – in Brand. Wenige Tage zuvor hatte es einen Einbruch in das Schiff gegeben, bei dem aber nichts gestohlen worden war, daher wurde zunächst auch an Brandstiftung gedacht. Das Schiff brannte komplett aus. Weil eine Anordnung der zuständigen Behörde für die Beseitigung des Wracks fehlte und die Versicherung daher nicht bereit war zu zahlen, dauerte es noch zwei Jahre, bis die Iskele von ihrem Liegeplatz im Urbanhafen entfernt und verschrottet wurde. Der Abtransport erfolgte am 26. Oktober 2010, die Verschrottung fand in Königs Wusterhausen statt.
Yilmaz wollte nach dem Unglück die Iskele durch ein neues Schiff, den 1930 gebauten Finowmaßkahn Edelweiß, ersetzen, der zeitweise im Historischen Hafen gelegen hatte. Dies konnte er offenbar nicht in die Tat umsetzen. Der Kahn stand im Jahr 2021 zum Verkauf. Im Jahr 2017 plante die Reederei Riedel, am ehemaligen Liegeplatz der Iskele wieder das Restaurantschiff Kehrwieder festzumachen, das schon von 1972 bis 1974 dort gelegen hatte.